# Mt. Irvine-Black Rock
Mt. Irvine-Black Rock es una localidad de Trinidad y Tobago, que forma parte de la parroquia de St. Patrick.

## Geografía
La localidad abarca parte de la isla de Tobago y limita al norte con Black Rock, al sur y este con Orange Hill y al oeste con el mar Caribe.

## Demografía
Datos demográficos de la localidad de Mt. Irvine-Black Rock:
| Gráfica de evolución demográfica de Mt. Irvine-Black Rock entre 2000 y 2011 |
|                                                                             |